# بطاريق مدغشقر
بطاريق مدغشقر (بالإنجليزية: The Penguins of Madagascar، ذا بنغوينز أوف ماداغاسكار) مسلسل تلفزيوني أمريكي مرسوم بالكمبيوتر عرض على قناة نيكلوديون. المسلسل من بطولة تسعة شخصيات من فيلم دريم ووركس أنيميشن مدغشقر: طيور البطريق سكيبر (توم ماكغراث)، ريكو (جون ديماغيو)، كوالسكي (جيف بينيت)، برايفت (جيمس باتريك ستيوارت). الملك جوليان الليمور (داني جاكوبس)، وقرود الشمبانزي موريس (كيفين مايكل ريتشاردسون)، ومورت (أندي ريشتر)؛ وميسون (كونراد فيرنون) وفيل. من الشخصيات الجديدة إلى السلسلة هي مارلين القضاعة (نيكول سوليفان) وحارسة الحديقة أليس (مريم شير). وهو أول مسلسل على نيكتونز أنتج من قبل دريم وركس. المنتج التنفيذي للسلسلة هو بوب سكولي ومارك ماكوركل، الذين ابتكروا مسلسل دامو ستحيل على قناة ديزني.
عرضت الحلقة التجريبية كجزء من فترة «نهاية الأسبوع المزدحمة على نيكتونز» يوم 29 نوفمبر 2008، أصبح المسلسل منتظما على القناة في 28 مارس 2009. وشاهد الحلقة الأولى 6.1 مليون مشاهد، ما وضع رقما قياسيا جديدا بكونه العرض الأكثر مشاهدة.
رغم أن المسلسل أحيانا يلمح إلى بقية سلسلة مدغشقر، فإن أحداثه لا تدور في نفس الوقت بالتحديد. وقال ماكغراث، الذي يشغل أيضا منصب المؤلف المشارك لشخصيات الفيلم، أن المسلسل لا يدور «قبل أو بعد الفيلم بالتحديد، أردت فقط أن يعودوا كلهم إلى حديقة الحيوان، وأفضل الاعتقاد أنها تجري في عالم موازي».
انتهى العرض عام 2010 وكان ترتيبه الثاني بين أكثر برامج الرسوم المتحركة التلفزيونية متابعة بين الأطفال سن 2-11 سنة ضمن مجموعة المشاهدين الأساسيين على الكابل.
وذكر الممثل الصوتي جون ديماغيو أن إنتاج المسلسل قد انتهى. وهناك فيلم طويل من بطولة البطاريق (وإن كان بممثلين صوتيين مختلفين، ما عدا توم ماكغراث بدور سكيبر) ويضم ممثلين مثل بنديكت كومبرباتش، كين جونغ وجون مالكوفيتش، من بين آخرين، وأصدر في 26 نوفمبر 2014.

## الشخصيات

### البطاريق
- سكيبر (Skipper)
  - مؤدي الصوت: توم مكغراث
  - المدبلج العربي: خالد عيسوي

هو البطريق القائد في الفريق وأكثر الاعضاء خبرة ويراقبهم دائما دون علمهم واكثرهم حكمة وردود فعله سريعة ويبقى دائما مستعدا.
- عبقرينو (Kowalski كوالسكي)
  - مؤدي الصوت: جيف بينيت
  - المدبلج العربي: هاني عبد الحي

هو العبقرى بين أعضاء الفريق ودائم ماتفشل اختراعته أو تنجح بنسبة 50% أو تنفجر ويضطرون احيانا إلى انقاذ العالم بسببها.
- ريكو (Rico)
  - مؤدي الصوت: جون ديماغيو
  - المدبلج العربي: هشام الجندي

هو يعتبر المجنون والبارع في القتال لا تفهم كلماته الانادرا وعنده قدرة خارقة على إخراج اى شئ من فمه مهما كان سريا أو ضخما.
- برايفت (Private)
  - مؤدي الصوت: جيمس باتريك ستوارت
  - المدبلج العربي: عادل خلف

هو اصغر الاعضاء والعضو الجديد في الفريق وهو غامض بعض الشئ يحب المسرحيات وكائنات وحيد القرن الاسطورية اللطيفة ويظهر ردود فعل قوية مضادة لشخصيته.

### الليمور
- الزعيم جوليان (King Julien كينغ جوليان)
  - مؤدي الصوت: داني جيكوبز
  - المدبلج العربي: إبراهيم غريب

هو يعتبر نفسه ملاكا على الحديقة ومصاب بجنون العظمة ويحب دائما ان يتواجد موريس ومورت معه رغم انه لايظهر ذلك ويعشق الرقص ويبدا الرقص الصاخب عادة من الساعة العاشرة موعد نوم البطاريق ولذلك بينهم مشاكل دائما ويؤمن ان الرقص ممكن ايحل اى مشكلة مثل رقصة المطر
- موريس (Maurice)
  - مؤدي الصوت: كيفن مايكل ريتشاردسون
  - المدبلج العربي: هشام الشاذلي

هو ذكى جدا يتصرف بواقعية يعتبر وزير الملك جوليان من دونه لا يستطيع جوليان عمل اى شى بشكل صحيح وكان رفيقا للبطاريق في بعض المهمات
- مورت (Mort)
  - مؤدي الصوت: أندي ريكتر
  - المدبلج العربي: هشام الجندي

هو مثل الزعيم جوليان وربما أكثر جنونا منه وهو واقع في غرام قدمى جوليان ولكن جوليان دائما يركله ويضربه بالرغم من ذلك فهو يستمر في ذلك ولا يرتاح سكان الحديقة له احيانا لانهم يثقون في انه سيخرب الامور

### حيوانات الحديقة
- مارلين (Marlene)
  - مؤدية الصوت: نيكول سوليفان
  - المدبلجة العربية: مريم الخشت
- إيغي (Eggy)
  - مؤدية الصوت: تارا سترونغ
  - المدبلجة العربية: خلود عمر
- راندي (Randy)
  - مؤدي الصوت: ويل فريدل
  - المدبلج العربي: كمال عطية

### البشر
- أليس (Alice)
  - مؤدية الصوت: ماري شير
  - المدبلجة العربية: أماني البحطيطي

### الأعداء
- دكتور إكس (Dr. Blowhole دكتور بلوهول)
  - مؤدي الصوت: نيل باتريك هاريس
  - المدبلج العربي: عادل عمر
- السنجاب الأحمر (The Red Squirrel ذا ريد سكويرل)
  - مؤدي الصوت: جيف بينيت
  - المدبلج العربي: أحمد خيري
- هانز (Hans)
  - مؤدي الصوت: جون ديماغيو
  - المدبلج العربي:

وهو طائر بفن من الدنمارك من مدينة كوبنهاكن
و قد تسبب بطرد سكيبر من الدنمارك بطريقة مجهولة لم يتم الإفصاح عنها

## وصلات خارجية
- بطاريق مدغشقر على موقع IMDb (الإنجليزية)
- بطاريق مدغشقر على موقع ميتاكريتيك (الإنجليزية)
- بطاريق مدغشقر على موقع روتن توميتوز (الإنجليزية)
- بطاريق مدغشقر على موقع قاعدة بيانات الفيلم (الإنجليزية)
- بطاريق مدغشقر على موقع كينوبويسك (الروسية)
- بطاريق مدغشقر على موقع ألو سيني (الفرنسية)
- بطاريق مدغشقر على موقع قاعدة بيانات الفيلم (الإنجليزية)